# Ibn 'Aṭâ al-Adamî
Abû al-'Abbas ibn Muhammad ibn Sahl ibn 'Aṭâ al-Adami al-Baghdâdi ou Ibn 'Aṭâ était un soufi hanbalite du Xe siècle (m. 922), proche ami d'al-Hallaj, commentateur mystique du Coran, et martyr. A ne pas le confondre avec Wasil Ibn Ata, fondateur du mu'tazilisme, ou Ibn al‐Ādamī (en), scientifique bagdadien du Xe siècle.

## Biographie
Ibn 'Aṭâ serait né à Bagdad et y aurait vécu toute sa vie, jusqu'à son exécution pour hérésie en 922, une vingtaine de jours avant celle d'al-Hallaj, sous le califat d'al-Mouqtadir. Comme al-Hallaj, il serait mort de ses blessures sous les tortures du vizir abbasside Ḥāmid b. al-ʿAbbās. Selon Massignon, il serait né vers 849, toutefois elle reste inconnue et ne peut être qu'estimée.
Louis Massignon divise sa vie en trois périodes. La première irait de 849 à 888 : période de formation dans les sciences religieuses, et particulièrement dans le hadith. La seconde irait de 905 à 912 : période de troubles et d'épreuves. La dernière irait de 906 à sa mort en 922 : période hautement ascétique, marquée par son amitié avec al-Hallaj.
Selon Massignon, Ibn 'Atâ aurait placé "l'essentiel de la vie mystique, dans sa portée sociale, l'entraide fraternelle, les œuvres de miséricorde, la substitution mystique, conçues comme voies d'unions à Dieu". Toutefois, selon Moezzi, la vie d'Ibn Atâ aurait été plus intérieure qu'extériorisée de la manière dont Massignon la décrit.

### Maîtres, disciples et amis
Ibn 'Atâ semble avoir eu trois maîtres, deux en hadith et un en mystique. En hadith : Fadl ibn Ziyâd, et Yusuf ibn Mûsâ al-Qattan ; en mystique : Ibrahim al-Mâristânî.
Il eut aussi plusieurs disciples. La plupart ont été oubliés.

Ibn 'Atâ semble avoir eu les très célèbres al-Junayd et al-Hallaj pour amis. Remarquons, en effet, que si les discussions rapportées entre al-Junayd et Ibn 'Atâ montrent plus des différences d'opinion, il n'en reste pas moins que celles-ci tenaient de sujets simples et courants dans le milieu mystique bagdadien, et qu'Ibn 'Atâ le considérait comme un modèle mystique :
"[Ibn 'Atâ aurait dit :] en ce qui concerne la science du Soufisme, notre recours et notre modèle est al-Junayd".
Quant à son amitié avec al-Hallaj, d’innombrables sources parlent de leur amitié,.

## Œuvres
Ibn Âta n'aurait écrit que deux livres dans sa vie. Livres qu'il aurait écrit à la suite de sa période d'homme troublé :
- Kitâb fi Fahm al-Qurân : commentaire mystique du Coran.
- Kitâb 'awdat al-Sifât wa Bad'ihâ : ouvrage mystique traitant de l’annihilation, malheureusement perdu.

## Citations
Les propos rapportés sont contradictoires, au moins au premier abord, et semblent témoigner d'une évolution dans la pensée d'Ibn 'Atâ. Selon Moezzi, nous pouvons lister trois types de propos :
- Les propos orthodoxes classiques.
- Les propos mystiques orthodoxes.
- Les propos mystiques extatiques considérés hétérodoxes (shatahât[2]).

### Propos
- "La science suprême c'est la crainte référentielle et la pudeur envers Dieu. Celui qui en serait dépourvu, n'aurait aucune vertu[TS 1]".
- "La plus parfaite des raisons est celle qui s'accorde avec l'assistance divine, le plus mauvais des actes d'obéissance, celui qui entraîne à être content de soi, et la meilleure des fautes celle qui est suivie par le repentir et le regret[TS 2]".
- "Dans le Bayt al-Harâm, il y a la station d'Abraham, mais dans le cœur, il y a les vestiges du Seigneur d'Abraham. Le Bayt a des piliers et le cœur aussi ; ceux du Bayt sont en pierre, ceux du cœur sont des mines de lumières[TS 3]".
- "Il n'est pas étonnant qu'il marche sur les eaux ou s'élève dans les airs celui qui a été gratifié des visions de ce qui vient de Dieu le Très Haut. Il se conduit envers Dieu selon ces visions ; en effet tout ce qui procède de Dieu est merveilleux, et en même temps rien n'est surprenant de Sa part[TS 4]".

### Lettres àal-Hallaj
Les deux lettres que se sont faites al-Hallaj et Ibn 'Atâ témoignent d'un amour mutuel profond, qui semblent avoir été écrites pendant leurs périodes de captivité.

La première a été écrite par Ibn 'Atâ :
"Dieu me fasse la grâce de prolonger ta vie et m'épargne de voir ta mort, cela selon le meilleur cours du destin, et la meilleure expression de Son décret. Sans compter que les flammes secrètes de ton amour dans mon amour et les divers trésors de mon affection pour toi ne sauraient être exprimés dans une lettre ni être comptés dans aucune énumération, ni périr sous l'effet d'aucun blâme. Et à ce sujet je dirai :
J'écris, mais ce n'est point à toi, c'est plutôt
A mon esprit que j'écris, sans le recours d'une lettre,
Car, entre l'esprit et ceux qui l'aiment,
Il n'est point de distance provenant d'une disjonction de personnes.
Ce qui fait que toutes les fois qu'une lettre émane de toi,

Ma réponse te parvient d'elle-même, sans que j'ai besoin de répondre,."
La seconde lettre est la réponse d'al-Hallaj :
"or donc, je ne sais quoi dire. Si je parle de votre clémence, je n'en touche point le fond, et si je parle de votre dureté, je n'en atteins point la réalité. Les signaux de votre approche nous sont apparus : ils nous ont consumés, et empêchés de découvrir votre amour. Mais votre amour s'est ressaisi, réparant ce qu'il avait laissé perdre, et m'a tué, tout en m'empêchant de ressentir le goût de la mort. Et me voici devant les lueurs déchirées et les voiles transpercés, l'invisible étant devenu apparent et l'apparent étant devenu invisible, et sans qu'il reste nulle trace de moi. Et Lui, qui n'a jamais cessé d'exister, existe toujours,."